# Colorpuntura
Colorpuntura é uma medicina alternativa prática, ao afirmar que as luzes coloridas, podem ser usados para estimular pontos de acupuntura, para promover a cura e melhor saúde. É uma forma de terapia da cor. 